# Abdul Harris Nasution

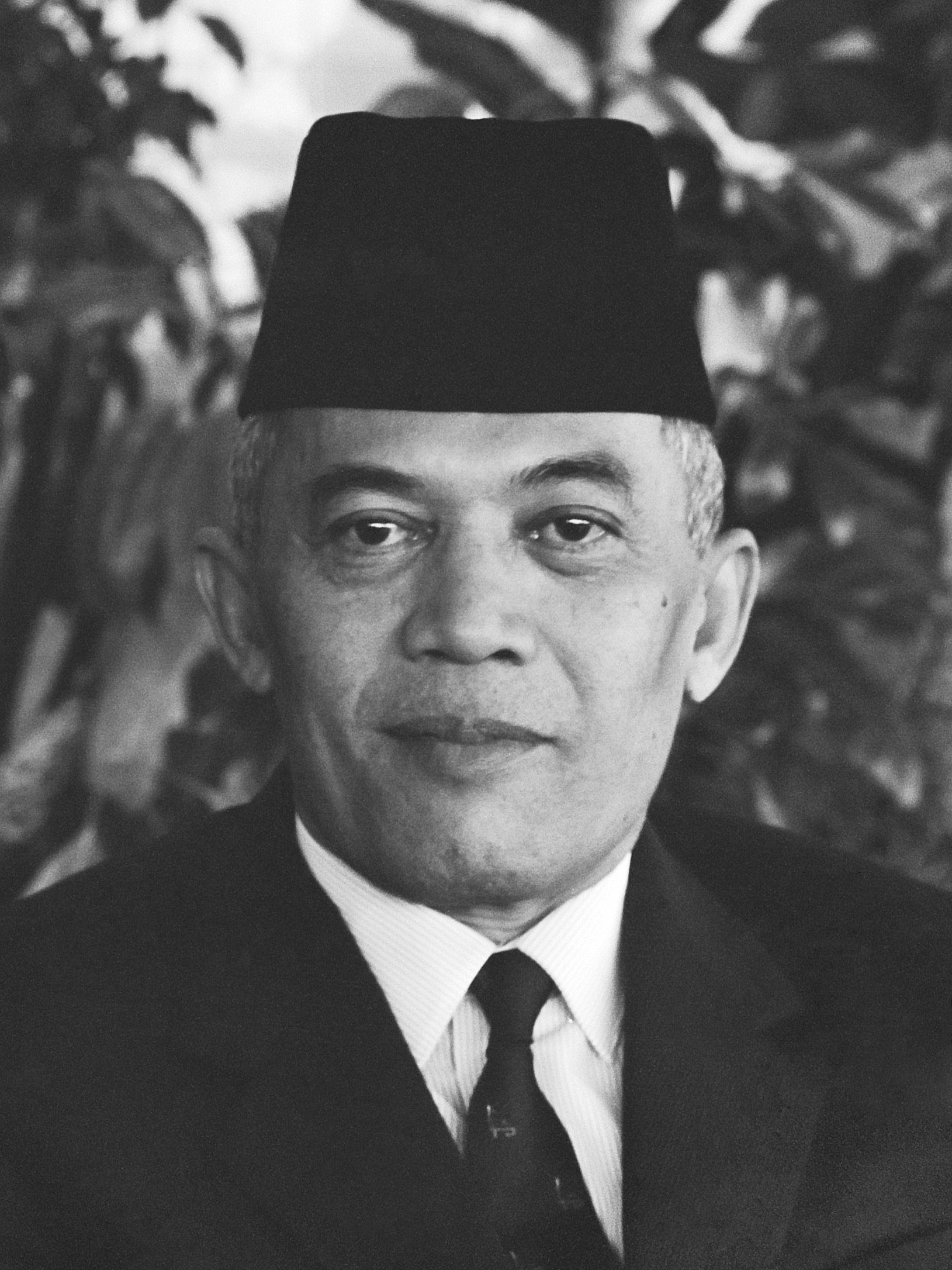
A. H. Nasution (1971)

Abdul Harris Nasution of Nasoetion (Kotanopan (Noord-Sumatra), 3 december 1918 – Jakarta, 6 september 2000) was een Indonesisch generaal, die een belangrijke rol speelde bij de strijd voor de onafhankelijkheid van Indonesië, daarna minister van Oorlog was, ideoloog staatsrecht en ten slotte een prominent tegenstander van President Soeharto werd. Zijn bijnaam was Pa Nas in Indonesië of in het Nederlands generaal Nassi.
Voor de Tweede Wereldoorlog was hij vaandrig bij het KNIL. Na de uitroeping van de onafhankelijkheid van Indonesië in 1945 sloot hij zich aan bij de ongeregelde troepen van de nieuwe Republiek. Hij wist met diplomatieke gaven vele losse strijdgroepen te verenigen tot een eenheid die de Nederlandse heerser bestreed. Hij is de oprichter van de eerste Indonesische Divisie (Siliwangidivisie) nabij Bandoeng, die de guerrillastrijd in praktijk bracht.
Hij sprak voortreffelijk Nederlands, kende de Nederlandse cultuur en later studeerden zelfs vele familieleden van hem nog in Nederland, waardoor hij uitstekend in staat was op de Nederlandse krijgstactieken in te spelen. Toen de opperbevelhebber van het net opgerichte Indonesische leger, Soedirman, overleed in 1950 werd hij de formele opperbevelhebber. Kort na de onafhankelijkheid braken overal in deze archipel opstanden uit, omdat men onafhankelijk van
Java wilde zijn. Onder zijn militaire leiding werden deze gebroken en bleef het door de Nederlanders gevormde Indië een eenheidsstaat.
Hij overleefde in 1965 als enige hoge generaal de poging tot een staatsgreep door over een tuinmuur te vluchten, terwijl zijn 5-jarig dochtertje aan de voordeur wel vermoord werd. Samen met de pro-Amerikaanse generaal Soeharto van de Strategische Reserve (Kopas) organiseerde hij de tegenstand. De snelheid waarmee Soeharto zijn troepen klaar had staan voor de tegenaanval vormt nog steeds een vraagteken of deze van tevoren op de hoogte was van de komende communistische staatsgreep. Binnen enkele dagen werd de opstand (die onder leiding stond van kolonel Oentoeng van de Presidentiële Garde van president Soekarno) onderdrukt. In de tijd die volgde wist Soeharto zijn macht geleidelijk uit te breiden, en uiteindelijk werd president Soekarno in maart 1967 afgezet. Soeharto volgde hem op.
Nasution was de ideoloog van de "Dwifungsi" (twee-functie) wat betekent dat hoge militairen tegelijkertijd burgerfuncties kregen, zoals burgemeester en minister. Zijn redenatie was dat deze door opleiding en kennis bij uitstek geschikt waren om de slappe burgers te vervangen. Na enige tijd bleek echter dat deze combinatie corruptie in de hand werkte omdat er nieuwe inkomstenbronnen werden aangeboord en hun kennis van bekwaam burgerbestuur viel erg tegen. Zelf was Nasution van 1959 tot 1966 minister van Defensie in de kabinetten Kerja I, II, III en IV en Dwikora I.
Na zijn pensioen keerde hij zich tegen deze grootschalige corruptie en de geleidelijk ingestelde dictatuur van Soeharto. Hij was de meest prominente ondertekenaar van de "Petisi Lima Pulu" ofwel de groep van 50 prominenten die een petitie via de kranten aan president Soeharto hadden gericht om aan corruptie en schending van mensenrechten een eind te maken. Deze groep werd vervolgens door Soeharto persoonlijk het leven zuur gemaakt, zoals door huisarrest, vervallenverklaring van pensioen en geen paspoort voor het buitenland meer. Vooral dit laatste was voor Nasution een groot probleem aangezien hij een oogontsteking had die alleen in het buitenland behandeld kon worden.
In de laatste jaren van zijn presidentschap besloot Soeharto zichzelf tot vijfsterrengeneraal te benoemen. Maar gezien de veel grotere prestaties en rangen van Nasoetion moest deze natuurlijk ook deze rang krijgen, hetgeen tegelijkertijd gebeurde. Tevens kreeg hij zijn paspoort terug waardoor zijn al jaren durende oogkwaal behandeld kon worden.
In 2002 werd hij geëerd met de titel Nationale held van Indonesië

## Varia
- In tv-interviews voor de Nederlandse TV heeft hij omstreeks 1975 verteld over zijn methode van het voeren van een guerrilla tegen een vijand met een overwicht aan vliegtuigen, tanks etc. Zijn handboek uit 1953 (Fundamentals of Guerrilla Warfare} (niet in het Nederlands verschenen) lijkt wel te zijn toegepast in de toen aanstaande Vietnamoorlog.